# Lilo & Stitch 2
Lilo & Stitch 2 (engelska: Lilo & Stitch 2: Stitch Has a Glitch) är en amerikansk animerad familjefilm, utgiven direkt till video 2005 och producerad av Walt Disney Pictures.

## Handling
Stitch har på senaste tiden haft fasansfulla mardrömmar om att bli ond igen. Men det hindrar inte Stitch från att förbli hjälpsam och vänlig.
När Lilos hula hula-tävling börjar får inget gå på tok - men då blir Stitch allt mer helvild och okontrollerbar och då inser det ondskefulla geniet Jumba att någonting riktigt gått på tok med Stitch.

## Svenska röster (i urval)
- Sandra Kassman - Lilo Pelekai
- Andreas Nilsson - Stitch
- Anna-Lotta Larsson - Nani Pelekai
- Johan Svensson - Wendy Pleakley
- Stefan Ljungqvist - Jumba Jookiba
- Johan Svensson - David Kawena
- Roger Storm - Kumu

### Fotnoter
1. ↑  ”Lilo & Stitch 2”. Disneyania. 6 augusti 2005. http://www.d-zine.se/filmer/liloochstitch2.htm. Läst 20 augusti 2016.